# Her Right to Live
Her Right to Live è un film muto del 1917 diretto da Paul Scardon.

## Produzione
Il film fu prodotto dalla Vitagraph Company of America.

## Distribuzione
Il copyright del film, richiesto dalla Vitagraph Co. of America, fu registrato il 9 gennaio 1917 con il numero LP9950.
Distribuito dalla Greater Vitagraph (V-L-S-E), il film uscì nelle sale cinematografiche statunitensi il 22 gennaio 1917.